# L'envers de théâtre
L'envers de théâtre è un cortometraggio del 1905 diretto da Georges Hatot.